# L'anitroccolo eroico
L'anitroccolo eroico (The Ugly Duckling) è un film del 1931 diretto da Wilfred Jackson. È un cortometraggio d'animazione della serie Sinfonie allegre, distribuito negli Stati Uniti dalla Columbia Pictures il 17 dicembre 1931. Il film è liberamente ispirato alla fiaba di Hans Christian Andersen Il brutto anatroccolo, che verrà adattata più fedelmente e a colori otto anni dopo ne Il piccolo diseredato, ultimo corto della serie. È stato distribuito in DVD col titolo Il brutto anatroccolo.

## Trama
Nel pollaio di una fattoria, le uova di una gallina si schiudono ma tra di esse ce n'è una d'anatra. La gallina caccia via l'anatroccolo, che viene cacciato via anche da tutti gli altri animali della fattoria. Il piccolo si sente triste, solo ed emarginato. Nel frattempo però, sopraggiunge una tromba d'aria che porta via i pulcini alla gallina, in balia della corrente di un fiume che porta ad una cascata. Il coraggioso anatroccolo, senza esitazioni, sfida la sorte e riesce a salvare in extremis i fratelli usando un mantice come imbarcazione. Una volta riportati tutti i pulcini sani e salvi a riva, la madre adotta anche lui nella sua nidiata, scusandosi con quest'ultimo.

## Distribuzione

### Edizioni home video
Il cortometraggio fu distribuito in DVD-Video nel secondo disco della raccolta Silly Symphonies, facente parte della collana Walt Disney Treasures e uscita in America del Nord il 4 dicembre 2001 e in Italia il 22 aprile 2004.